# Archives juives
Pour les articles homonymes, voir Archives juives irakiennes.
Archives juives, avec pour sous-titre Revue d'histoire des Juifs de France, est une revue scientifique, historique et littéraire fondée en 1965 et publiée par les Presses universitaires de France.

## Histoire
La revue est éditée par la Commission française des Archives juives (CFAJ), association loi de 1901 fondée en 1963 par Bernhard Blumenkranz. Depuis 1963, paraissent également des fascicules qui constituent autant d'outils de recherche : les Cahiers de la CFAJ,.

## Thématiques
Les historiens, les archivistes, les philosophes et les sociologues regroupés au sein de la CFAJ œuvrent à la recherche sur le passé socio-culturel des Juifs en France ou dans les territoires sous administration française, notamment en Afrique du Nord. Leurs articles, publiés dans les Archives juives, portent également sur les thèmes liés au Yiddishland et à l'antisémitisme, par exemple les spoliations pendant la Seconde Guerre mondiale.
Au rythme de deux numéros par an, chaque livraison des Archives juives s'articule autour d'un dossier sur un sujet donné, établi par un comité de rédaction. Le point de vue adopté est celui de la recherche historiographique nationale et internationale.
L'actuel directeur de la rédaction est André Kaspi.
La revue, publiée en français et en anglais, est disponible en version papier et en ligne. Elle est éditée avec le concours du Centre national du livre et de la Fondation du judaïsme français, et, depuis mars 2016, elle figure dans la section « Histoire » des revues de sciences humaines et sociales agréées par le Haut Conseil de l'évaluation de la recherche et de l'enseignement supérieur (Hcéres).